# Donald Simpson Bell
Donald Simpson Bell, VC (* 3. Dezember 1890 in Harrogate; † 10. Juli 1916 bei Contalmaison) war ein englischer Schullehrer und Profifußballer. Während des Ersten Weltkriegs wurde er Mitte 1916 für seinen Einsatz in der Schlacht an der Somme mit dem Victoria Cross (VC) ausgezeichnet und war damit der einzige englische Profifußballer, dem diese Auszeichnung zuteilwurde.

## Leben

### Kindheit und Jugend
Bell wurde am 3. Dezember 1890 als Sohn von Smith und Annie Bell geboren, die in der Queen’s Road in Harrogate wohnten. Er besuchte die St Peter’s Church of England Primary School und die Harrogate Grammar School, bevor er das Westminster College in London besuchte, um sich zum Lehrer ausbilden zu lassen.

### Fußballkarriere
Am College spielte er Fußball als Amateur bei Crystal Palace, wo er allerdings zu keinem Einsatz kam. Zudem spielte er regelmäßig Cricket und Rugby. Nach seiner Rückkehr nach Harrogate im Jahr 1912 spielte er erst für Newcastle United, später für Mirfield United. Um sein Gehalt aufzubessern, unterschrieb er im Oktober 1912 einen Profivertrag bei Bradford Park Avenue, wo er als Verteidiger oder Mittelfeldspieler eingesetzt wurde. Nach seinem Debüt gegen die Wolverhampton Wanderers kam er 1913 weitere fünf Mal in der ersten Mannschaft zum Einsatz. Mit dem Klub gelang ihm der Aufstieg in die First Division, die damals höchste englische Liga. Zum Zeitpunkt des Ausbruchs des Ersten Weltkriegs stand er wohl an der Schwelle zu einer bedeutenden Profikarriere.

### Erster Weltkrieg
Bei Beginn des Ersten Weltkriegs wurde er als erster Profifußballer in die britische Armee aufgenommen und trat 1915 in das West Yorkshire Regiment ein. Er wurde zum Lance Corporal (vergleichbar mit einem Obergefreiten) befördert, später zum Second Lieutenant. Nach Versetzung in das 9. Bataillon der Green Howards (Alexandra, Princess of Wales’ Own Yorkshire Regiment) wurde seine Einheit im November 1915 nach Frankreich abkommandiert. Während seines Urlaubs im Juni 1916 heiratete er Rhoda Margaret geb. Bonson, bevor er an die Front zurückkehrte. Nachdem das 9. Bataillon zu Beginn der Schlacht an der Somme in der Reserve war, wurde es am 5. Juli zurück an die Front beordert.
Bell wurde für seinen Einsatz am 5. Juli 1916 im sogenannten Horseshoe Trench (Hufeisengraben) an der Somme in Frankreich mit dem Victoria-Kreuz ausgezeichnet.

“(For most conspicuous bravery. During an attack a very heavy enfilade fire was opened on the attacking company by a hostile machine gun. 2nd Lt. Bell immediately, and on his own initiative, crept up a communication trench and then, followed by Corpl. Colwill and Pte. Batey, rushed across the open under very heavy fire and attacked the machine gun, shooting the firer with his revolver, and destroying gun and personnel with bombs. This very brave act saved many lives and ensured the success of the attack. Five days later this very gallant officer lost his life performing a very similar act of bravery.)”

„Für besonders auffällige Tapferkeit. Während eines Angriffs wurde die angreifende Kompanie von einem feindlichen Maschinengewehr unter schweres Sperrfeuer genommen. Der Second Lieutnant Bell kroch sofort und aus eigenem Antrieb einen Verbindungsgraben hinauf und stürmte dann, gefolgt von Corpl. Colwill und Pte. Batey, unter schwerem Beschuss über das offene Gelände und griff das Maschinengewehr an, wobei er den Schützen mit seinem Revolver erschoss und das Geschütz und die Mannschaft mit Bomben zerstörte. Diese sehr mutige Tat rettete viele Leben und sicherte den Erfolg des Angriffs. Fünf Tage später verlor dieser tapfere Offizier sein Leben bei einer ähnlichen mutigen Tat.“

In einem Brief an seine Eltern beschrieb Bell die Tat mit den Worten: „Ich muss gestehen, dass es der größte Zufall meines Lebens war und ich nichts getan habe. Ich habe nur eine Bombe geworfen, aber es hat gereicht.“ Bell wurde fünf Tage darauf, am 10. Juli 1916, von einem Scharfschützen in den Kopf getroffen, als er einen Maschinengewehrposten in der Nähe des Dorfes Contalmaison auf ähnliche Weise wie zuvor angriff. Er ist auf dem Gordon Dump Friedhof in der Nähe von Albert begraben.
Sein Victoria Cross, das seiner Witwe im Buckingham Palace von König Georg V. überreicht wurde, war früher im Green Howards Museum in Richmond, Yorkshire, ausgestellt. Am 25. November 2010 wurde es vom Londoner Medaillenspezialisten Spink versteigert. Es wurde für einen Betrag von 210.000 Pfund von der Professional Footballers’ Association erworben und ist im National Football Museum in Manchester ausgestellt.

## Nachwirkungen
Am 9. Juli 2000 wurde auf Initiative der „Freunde des Green-Howards-Museums“ an der Stelle, an der Bell sein Leben verlor, dem heute sogenannten Bell’s Redoubt, ein Denkmal für ihn enthüllt. Das Ereignis wurde vom Fernsehen übertragen. Seither findet dort jedes Jahr ein kleiner Gottesdienst statt. Im Jahr 2010 wurde der zehnte Jahrestag der Enthüllung gefeiert. In der Wesley Methodist Church in Harrogate, wo er als Sonntagsschullehrer tätig war, befindet sich eine Gedenktafel für ihn.